# Planá nad Lužnicí
Planá nad Lužnicí là một thị trấn thuộc huyện Tábor, vùng Jihočeský, Cộng hòa Séc.